# Яблонський Олег Ігорович
Олег Ігорович Яблонський (нар. 9 серпня 2005, Україна) — український футболіст, нападник «Академії Пушкаша», який виступає в оренді за «Чаквар».

## Життєпис
У ДЮФЛУ з 2018 по 2022 рік виступав за донецький «Шахтар». З серпня по грудень 2022 року грав за юнацьку (U-19) команду «Академії Пушкаша». З січня 2023 року по січень 2024 року грав за другу команду вище вказаного клубу. Вперше до заявки першої команди потрапив 29 липня 2023 року в переможному (1:0) виїзному поєдинку 1-го туру чемпіонату Угорщини проти «Діошдьйора». Олег просидів усі 90 хвилин на лаві запасних. У першій половині сезону 2023/24 років 9 разів потрапляв до заявки «Академії Пушкаша» на матчі чемпіонату Угорщини, але в жодному з вище вказаних поєдинків на поле не виходив. У складі клубу 4 жовтня 2023 року дебютував у Юнацькій лізі УЄФА, в нічийному (1:1) виїзному поєдинку 1-го раунду проти азербайджанської «Габали». Яблонський вийшов на поле на 62-й хвилині замість Роланда Шабарі. У складі «Академії» провів 2 поєдинки в Юнацькій лізі УЄФА.
Наприкінці січня 2024 року перейшов в оренду до «Чаквара». Дебютував за нову команду 25 лютого 2024 року в переможному (2:1) виїзному поєдинку 22-го туру другого дивізіону чемпіонату Угорщини проти «Будафока МТЕ». Олег вийшов на поле на 69-й хвилині замість Дьордя Омінгера.